# El Inglés
Pour les articles homonymes, voir Inglés.
Frank Evans Kelly,  dit  « El Inglés » (« l'Anglais »), né à Salford-Grand Manchester (Angleterre) le 18 août 1948, est un matador anglais.

## Présentation
C'est l'unique Anglais du circuit tauromachique. Il participe à 48 novilladas avant de prendre l'alternative à Chillón (province de Ciudad Real) devant un taureau de la ganadería de Sánchez Arjona avec pour parrain « El Soro »  et pour témoin « El Soro II ». Il coupe une oreille ce jour-là.
En Amérique latine, il se présente à Ciudad Bolívar (Venezuela) le 25 août 1996 en compagnie de Leonardo Coronado et de Miguel Ángel Tesorero Monroy, tous deux toreros vénézuéliens, avec des taureaux de la ganadería Campolargo.
En France, il paraît dans les arènes de Saint-Laurent-d'Aigouze. À ses tout débuts, il avait déjà toréé dans les arènes démontables du Quartier des Arceaux de Montpellier.
Avec un palmarès honorable et après de nombreuses blessures, il met fin à sa carrière en 2005, mais il tente un retour en 2009, malgré de sérieux problèmes de santé et une prothèse au genou.
Il a écrit son  autobiographie : The Last British Bullfighter.